# Андре Дюссольє
Андре́ Дюссольє́ (фр. André Dussollier; нар. 17 лютого 1946, Ансі, Верхня Савоя, Франція) — французький актор театру і кіно, тричі лауреат (у 1993, 1998 та 2002 роках) та неодноразовий номінант премії «Сезар» .

## Життєпис
Андре Дюссольє народився 17 лютого 1946 року у місті Ансі у Франції. Його дитинство пройшло між містечками Крузей та Етріньї, куди Андре переїхав зі своїми батьками, що працювали фінансовими інспекторами.
Уже в 10-річному віці Дюссольє зіграв у шкільній виставі «Дитяти річки», але батько наполіг, щоб син продовжив навчання в університеті. Андре блискуче закінчив літературний коледж, але в 23 роки все ж вирішив стати актором. Завершивши з відзнакою навчання у Вищій національній консерваторії драматичного мистецтва, 1972 року він поступає до Комеді Франсез і в тому ж році дебютує в кіно, знявшись у Франсуа Трюффо у фільмі «Така красуня, як я». На нього звертають увагу відомі кінорежисери — Клод Лелуш, Клод Шаброль, Ерік Ромер та інші.
Справжній великий успіх до актора приходить у 1985 році, коли Дюссольє знімається у Колін Серро в комедії «Троє чоловіків та немовля у люльці». У 2003 році актор знявся у сиквелі до цього фільму під назвою «Через 18 років».
Першу номінацію на премію «Сезар» актор отримав у 1987 році за роль у «Мелодрамі» Алена Рене. В подальшому разом вони працювали ще над кількома стрічками. Свій другий «Сезар» Дюссольє виграв за роботу у фільмі Рене «Відомі старі пісні» (1997).
У 1999 році Дюссольє з успіхом зіграв в «Дітях природи» Жана Беккера. Чергуючи комедії («Невдахи») та драми («Палата для офіцерів»), роботу з режисерами-дебютантами («Ой»! режисера Софі Фільєр, «Місце злочину» Фредеріка Шендерфера) та визнаними майстрами («Тангі», режисер Етьєн Шатільє), у 2000-і роки Андре Дюссольє став однією з центральних фігур французького кіно. У 2011 на екрани вийшла трагікомедія «Мій найстрашніший кошмар» Анн Фонтен, де компанію Дюссольє склали Ізабель Юппер, Бенуа Пульворд та Вірджинія Ефіра.
«Як хороше вино, він старіє красиво», — пише про Дюссольє французька преса.
Андре Дюссольє одружений, має двох дітей.

## Фільмографія (вибіркова)
| Рік  | Українська назва                   | Оригінальна назва                            | Роль                                                 |
| ---- | ---------------------------------- | -------------------------------------------- | ---------------------------------------------------- |
| 1972 | Така красуня як я                  | Une Belle Fille Comme Moi                    |                                                      |
| 1975 | У Сантьяго йде дощ                 | Il pleut sur Santiago                        | Х'юго                                                |
| 1977 | Аліса, або Остання втеча           | Alice ou la Dernière Fugue                   | молода людина в парку                                |
| 1980 | Ніч, на вулиці                     | Extérieur, nuit                              | Боні                                                 |
| 1982 | Що змусило тікати Давида?          | Qu'est-ce qui fait courir David?             | Гай                                                  |
| 1985 | Троє чоловіків та немовля в люльці | Trois Hommes Et Un Couffin                   | Жак                                                  |
| 1986 | Мелодрама                          | Mélo                                         | Марсель Бланк                                        |
| 1986 | Мюзик-хол                          | Music Hall                                   | Гуерін                                               |
| 1988 | Радіочастота вбивства              | Fréquence meurtre                            | Франк Кестер                                         |
| 1990 | Загримована жінка                  | La Femme fardée                              | Жульєн Пейра                                         |
| 1992 | Крижане серце                      | Un coeur en hiver                            | Максим                                               |
| 1992 | Білий король, червона королева     |                                              | Олексій Горюнов, гросмейстер-емігрант                |
| 1993 | Бабаки                             | Les Marmottes                                |                                                      |
| 1994 | Полковник Шабер                    | La Colonel Chabert                           | граф Ферра                                           |
| 1997 | Відомі старі пісні                 | On connaît la chanson                        | Сімон                                                |
| 1999 | Діти природи                       | Les Enfants du marais                        | Амеді                                                |
| 2000 | Актори                             | Les Acteurs                                  | Андре Дюссольє                                       |
| 2000 | Вони зняли війну у кольорі         | Ils ont filmé la guerre en couleur           | оповідач                                             |
| 2001 | Відок                              | Vidocq                                       | Лотренне, префект поліції, колишній начальник Відока |
| 2001 | Амелі                              | Le Fabuleux destin d'Amélie Poulain          | оповідач                                             |
| 2001 | Палата для офіцерів                | хірург                                       |                                                      |
| 2001 | Тангі                              | Tanguy                                       | Пауль                                                |
| 2003 | Невдахи                            | Tais-toi                                     | психіатр у лікарні                                   |
| 2003 | Через 18 років                     | 18 ans après                                 | Жак                                                  |
| 2003 | Тільки не в губи                   | Pas sur la bouche                            |                                                      |
| 2003 | Дивні сади                         | Effroyables jardins                          |                                                      |
| 2004 | Набережна Орфевр, 36               | 36 Quai des Orfèvres                         | Роберт Манчіні                                       |
| 2004 | Довгі заручини                     | Un long dimanche de fiançailles              | Жан-Марі Рув'єр                                      |
| 2005 | Леммінг                            | Lemming                                      | Річард Поллак                                        |
| 2006 | Не кажи нікому                     | Ne le dis à personne                         | Жак Лорентін                                         |
| 2006 | Серця                              | Coeurs                                       | Т'єррі                                               |
| 2007 | Моє місце під сонцем               | Ma place au soleil                           |                                                      |
| 2007 | Майже правда                       | La vérité ou presque                         |                                                      |
| 2008 | Кортекс                            | Cortex                                       | Шарль Бойє                                           |
| 2009 | Дикі трави                         | Les Herbes folles                            | Жорж Пале                                            |
| 2009 | Невдахи                            | Micmacs à tire-larigot                       | Ніколя                                               |
| 2011 | Мій найстрашніший кошмар           | Mon pire cauchemar                           | Франсуа Дембревіль                                   |
| 2011 | Незавершений роман                 | Impardonnables                               | Френсіс                                              |
| 2014 | Красуня і чудовисько               | La belle & la bête                           | батько Белль, торговець                              |
| 2014 | Дипломатія                         | Diplomatie                                   | Рауль Нордлінг                                       |
| 2014 | Настільний цитатник                | Brèves de comptoir                           | політик                                              |
| 2014 | Ті, що співають завтра             | Des lendemains qui chantent                  | Раймон Кандель                                       |
| 2015 | Три спогади моєї юності            | Trois souvenirs de ma jeunesse: Nos Arcadies | Клав'є                                               |
| 2015 | Чудові сім'ї                       | Belles familles                              |                                                      |
| 2015 | 21 ніч з Патті                     | 21 nuits avec Pattie                         | Жан                                                  |
| 2016 | Не гальмуй                         | À fond                                       | Бен                                                  |
| 2017 | З нами                             | Chez nous                                    | Філіпп Бертьє                                        |

## Визнання

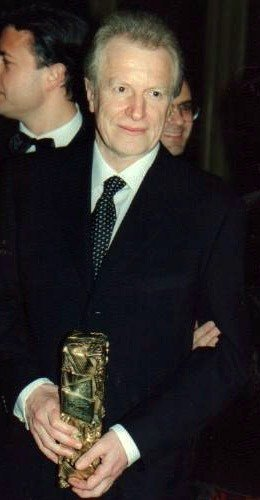
Андре Дюссольє на врученні «Сезара», 1998

Кінематографічні нагороди
| Рік              | Категорія                     | Фільм                | Результат |
| ---------------- | ----------------------------- | -------------------- | --------- |
| 7 d'Or Night     |                               |                      |           |
| 1986             | Найкращий актор               | Мюзик-хол            | Перемога  |
| Премія «Сезар»   |                               |                      |           |
| 1987             | Найкращий актор               | Мелодрама            | Номінація |
| 1993             | Найкращий актор другого плану | Крижане серце        | Перемога  |
| 1998             | Найкращий актор               | Відомі старі пісні   | Перемога  |
| 2000             | Найкращий актор другого плану | Діти природи         | Номінація |
| 2000             | Найкращий актор               | Тангі                | Номінація |
| 2000             | Найкращий актор другого плану | Палата для офіцерів  | Перемога  |
| 2005             | Найкращий актор другого плану | Набережна Орфевр, 36 | Номінація |
| 2007             | Найкращий актор другого плану | Не кажи нікому       | Номінація |
| Премія «Люм'єр»  |                               |                      |           |
| 2009             | Найкращий актор               | Кортекс              | Номінація |
| 2016             | Найкращий актор               | 21 ніч з Патті       | Номінація |
| Премія Сан Жорді |                               |                      |           |
| 2013             | Найкращий іноземний актор     | Дикі трави           | Перемога  |
| Премія «Магрітт» |                               |                      |           |
| 2017             | Почесний Магрітт              | Почесний Магрітт     | Перемога  |

Театральні премії
| Рік  | Нагорода       | Категорія                         | Вистава                 | Результат |
| ---- | -------------- | --------------------------------- | ----------------------- | --------- |
| 1996 | Премія Мольєра | Найкращий актор                   | Зцени з сімейного життя | Номінація |
| 2002 | Премія Мольєра | Найкращий актор                   | Суперзірки, суперзірки  | Номінація |
| 2003 | Премія Мольєра | Найкращий актор                   | Суперзірки, суперзірки  | Номінація |
| 2011 | Премія Мольєра | Найкращий актор                   | Дипломатія              | Номінація |
| 2015 | Премія Мольєра | Найкращий актор відкритого театру | Дев'ятсот               | Перемога  |